# Histoire militaire de la Turquie

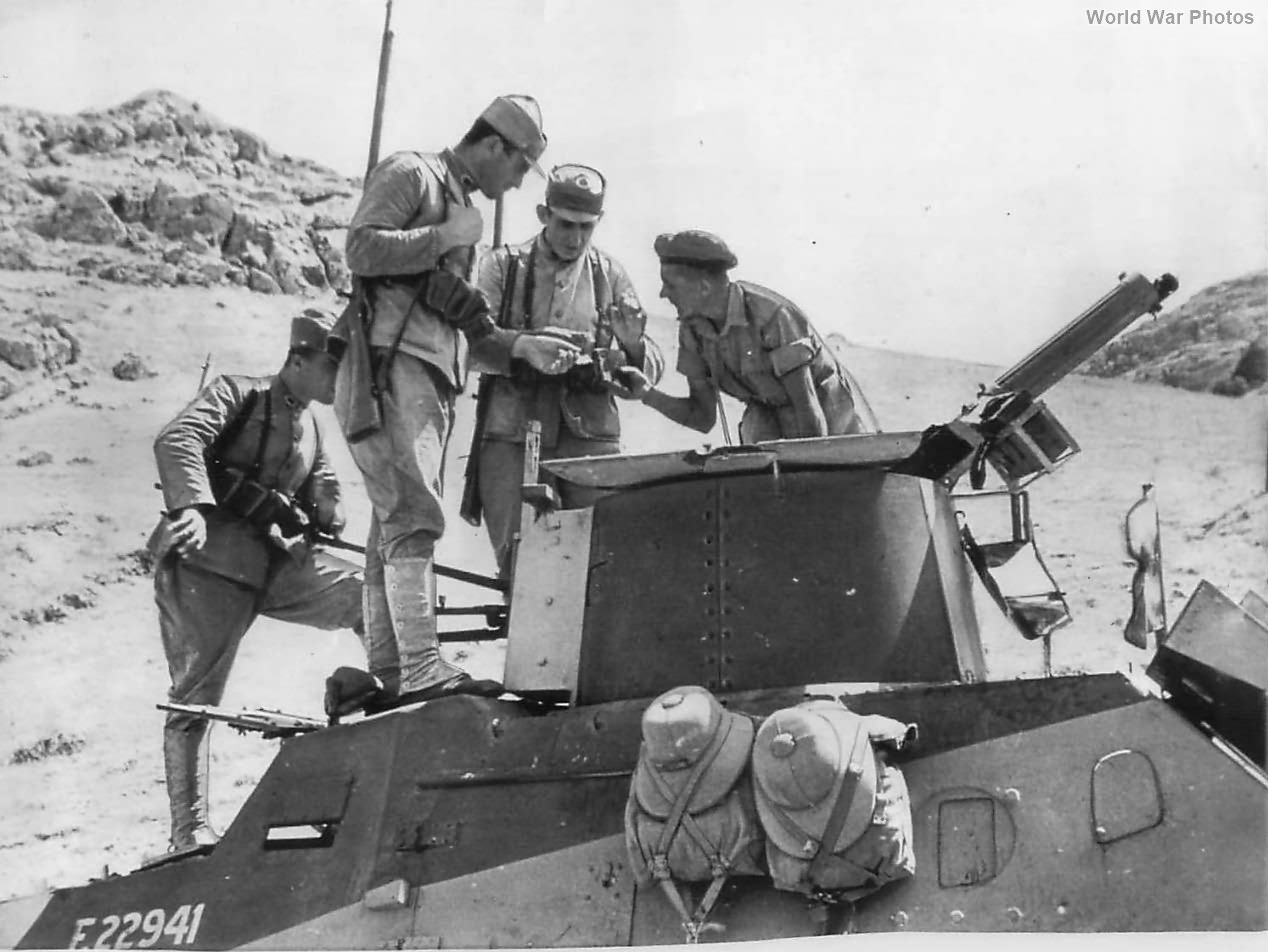
Troupes turques inspectant un MK II, 1941

L'histoire militaire de la Turquie débute avec la guerre d'indépendance turque et continue jusqu'à aujourd'hui.

## La guerre d'indépendance (1919-1922)
La guerre d'indépendance turque se déroule du 19 mai 1919 au 11 octobre 1922. Elle oppose la résistance nationaliste de Mustafa Kemal aux puissances alliées victorieuses de l'Empire ottoman, à la suite de la Première Guerre mondiale, au sujet du traité de Sèvres. Finalement, la résistance sort vainqueur, négocie le traité de Lausanne en 1923 et leur leader Mustafa Kemal, devenu Atatürk, fonde la république de Turquie la même année.

## La Seconde Guerre mondiale (1939-1945)
En 1938, Mustafa Kemal Atatürk meurt. İsmet İnönü devient ainsi le président de la république de Turquie et opte pour une politique de neutralité vis-à-vis de la Seconde Guerre mondiale qui éclate en 1939. La Turquie entretient alors des relations bilatérales avec l'Axe et les Alliés. Refusant de s'allier au Troisième Reich, la Turquie signe le Pacte d'amitié turco-allemand en 1941 puis décide finalement par opportunisme de déclarer la guerre à l'Allemagne en février 1945. Elle joint ainsi l'ONU en octobre 1945.

## La guerre de Corée (1950-1953)
Pendant la guerre froide, la Turquie combat aux côtés des Nations unies, donc des États-Unis, en envoyant une brigade turque (près de 5 500 soldats) en soutien à la Corée du Sud dans le cadre de la guerre de Corée. Elle perd plus de 700 soldats. À la suite de cette guerre, les relations entre les États-Unis et la Turquie s'intensifient. En 1952, le pays devient membre de l'OTAN et les Forces armées turques se modernisent.

## L'invasion de Chypre (1974)
Après la domination ottomane puis britannique, Chypre devient une république indépendante en 1960 à travers le traité de garantie. Ce traité permet aussi au Royaume-Uni, la Turquie et la Grèce de s'assurer de l'équilibre constitutionnel de l'île. Mais, en 1967, une dictature des colonels s'installe en Grèce et souhaite une unification avec Chypre (Enosis). En 1974, la Turquie décide d'intervenir militairement en Chypre à travers l'opération Attila (qui a fait près de 500 morts du côté des soldats turcs) pour protéger l’équilibre constitutionnel de l'île et les Chypriotes turcs contre la junte militaire. Cette dictature prend fin la même année mais les Forces armées turques décident de rester dans partie nord de l'île et la Turquie fonde indirectement la république turque de Chypre du Nord en 1983 que seule elle reconnait sur le plan international. Depuis, le plan Annan a été proposé en 2004 par les Nations unies pour la réunification de Chypre mais sans succès.

## Le conflit kurde (depuis 1978)
Les Kurdes sont la première minorité ethnique de Turquie et aspirent depuis des siècles à un État indépendant. Cet État, prévu par le traité de Sèvres en 1920, est finalement rejeté par la Turquie lorsque le traité de Lausanne est signé en 1923. Depuis, l'État turc tente d'assimiler l'identité kurde à l'identité turque pour noyer cette volonté d'indépendance. Toutefois, en 1978, Abdullah Öcalan fonde le Parti des travailleurs du Kurdistan (PKK) qui fait face aux Forces armées turques dans le but d'obtenir un État kurde autonome. En 1999, Öcalan est arrêté et, en 2013, un cessez-le-feu est négocié. Mais le conflit reprend en 2015 lorsque le PKK tue 2 policiers turcs dans le but de se venger du prétendu rôle de la Turquie dans l'attentat de Suruç du 20 juillet 2015 perpétré par l'État islamique. Ce conflit a fait depuis 1978 plus de 6 000 morts du côté des militaires turcs et plus de 30 000 du côté des séparatistes kurdes.